# Distretto di Nauyrzym
Il distretto di Nauyrzym (in kazako: Науырзым ауданы) è un distretto (audan) del Kazakistan con  capoluogo Dokučaev.